# Обменный брак

Общая схема обменного брака. Треугольник обозначает мужчин, круг — женщин. Цветами отмечены фратрии.

Обменный брак, обмен сёстрами — вид брака, в котором женятся две пары сиблингов.
Чтобы жениться, мужчина должен уговорить свою сестру выйти замуж за брата своей невесты. Является основным способом организации брачных союзов в 3 % обществ мира у некоторых народов Австралии, Меланезии, Амазонии и Чёрной Африки; в 1,4 % обществ он может использоваться наряду с другими методами. Учёные высказывают разные мнения относительно причин существования такого вида союза, хотя большинство согласны, что это один из видов реципрокности. Несколько антропологов и социологов выразили несогласие с использованием термина «обмен сёстрами» из-за его неточности. Несмотря на то, что в начале XX века высказывались мнения о «примитивности» обменного брака, это сложный процесс, включающий, помимо самих вступающих в брак, ещё и членов их семей.

## Социальные функции

Когда у мужчины нет единоутробной сестры, он может обменять женщину, которая технически считается его сестрой

Этот вид брака изучают социологи и антропологи, интересующиеся реципрокностью. Обменный брак устанавливает симметричную связь между мужчинами, что может использоваться для урегулирования конфликтов. Марк Басси указывал на то, что женщин невозможно отчуждать как имущество, а следовательно такой обмен — не конец сделки, а только начало, аналогично правилам щедрости и чести по Марселю Моссу.
Многие антропологи размышляли о целях, которые достигаются обменом сёстрами, а также почему этот вид брака существует в принципе, ведь он нарушает теорию обмена Адама Смита: в практикующих его обществах нет нужды в женщинах. Клод Леви-Стросс писал в «Элементарных структурах родства», что обмениваемые женщины — это «наивысший дар»; он также утверждал, что обменный брак в наивысшей степени воплощает принцип реципрокности, который присутствует во всех типах брака и системах родства. В то же время он сомневался в возможности существования браков такого типа при запрете кросс-кузенных браков, так как доступная ему научная литература не содержала этих сведений. При этом в переписях населения, проведённых в Нигерии и других африканских странах в 1920-е годы, уже указывались практикуемые конкретными народами виды брачных союзов, включая и обмен сёстрами при запрете кросс-кузенных браков. Вторя Леви-Строссу, Чарльз Кингсли Мик писал, что обмен сёстрами похож на выкуп невесты, а также что выкуп тоже может считаться разновидностью брачного обмена, где вторая женщина заменяется на материальные ценности.
Ян ван Бал не соглашался с мнением Леви-Стросса о том, что женщины являются всего лишь объектами обмена; он считал, что женщины исполняют волю своих братьев, потому что это даёт им власть и защиту. Мэрилин Стратерн поддерживала ван Баала, добавляя, что в этом случае не происходит передачи ценностей: этот обмен на самом деле лежит в области межличностных отношений, где люди делают друг другу одолжения.

Модель, в которой активные субъекты обмениваются пассивными объектами, очевидно неадекватна для изучения обменного брака.
Оригинальный текст (англ.)“a model of active subjects exchanging passive objects“ is clearly inadequate for the analysis of sister exchange
— Marriage Exchanges: A Melanesian Comment
Социолог Питер Берман пришёл к выводу, что обменный брак произошёл от запрета на инцест, так как мужчины обмениваются женщинами, на которых они сами не могут жениться. Джеймс Вейнер проводит параллель между ареалом обмена сёстрами в Новой Гвинее и обществами, в которых пища не считается источником мужской витальности: там вместо неё используется передача спермы.
Несколько социологов, включая Леви-Стросса, утверждали, что обменный брак — «примитивная» и «элементарная» система заключения брачных отношений, однако во время устроения такой свадьбы требуется согласие не только самих сиблингов, но также их родителей и других родственников, так как нужно совпадение множества факторов: возраст сиблингов, взаимное родство пар и так далее. Дополнительные сложности возникают в случае, если у мужчины нет подходящей для брака сестры. Он может остаться холостым, взять жену без обмена, либо ограничения для потенциальных кандидатов могут ослабить.

## Терминология
Альфред Гел, изучавший народ умеда, считал, что «обмен сёстрами» — неподходящий термин для этого вида брака, так как «обмениваемые» сёстры не перестают быть сёстрами своим братьям. Он также считал, что этот вид брака нельзя считать обменом в полном смысле слова.
Другое возражение против этого термина исходит от Робина Фокса и Дональда Тузина, которые указывали на то, что обмен обычно организуют старшие мужчины (отцы, дяди), а не сами женихи.

## Австралия

### Варниндхилягва
Варниндхилягва, народ с островов Грут-Айленд, Вуда и Бикертон у побережья Северной территории Австралии также обмениваются терминологическими кросс-кузенами между парными фратриями. Варниндхилягва предпочитают обменный брак другим видам, но из-за малого размера этого народа такие браки редки.

## Америка и Европа

### Амазония
Народ макуна, проживающий в восточной части Амазонской низменности, обменивает сестёр между патрилинейными родами. Обменный брак считается наилучшим, поскольку он олицетворяет идеальные симметричные отношения между родами, в отличие от похищения невесты и передачи женщины, требующей вернуть долг позже.

### Франция и Канада
На основании документальных исследований, охватывающих период между 1792 и 1838 годами во Франции и в Канаде с 1647 по 1760 годы, известно, что подобные браки существовали в Европе. Во Франции были более распространены перекрёстные браки, тогда как в Квебеке вплоть до XX века наблюдалось больше параллельных браков. Двойные союзы вели к сильной социальной эндогамии и способствовали укреплению связей между двумя семьями на протяжении нескольких поколений. Квебекские брачные модели особенно примечательны с точки зрения очень раннего возраста вступления в брак в первые годы существования колонии, за которым следует рост возраста вступления в брак с течением времени, особенно для девочек: средний возраст вступления в первый брак до 1663 года составлял 19,3 года, то есть от 14 до 23 лет. Для мужчин средний возраст вступления в первый брак составил соответственно 28,6 и 28,9 года до и после 1663 года. Гендерное различие объясняется, с одной стороны, нехваткой женщин на брачном рынке, а с другой — необходимостью мужчин служить на гражданской или военной службе до вступления в брак. Исследование браков по обмену между братьями и сестрами проводила Шанталь Коллар в регионе Шарлевой (1900—1960 годы), Канада. Автором второй работы является Луи-Арсен Лавалле, исследовавший приход Лапрейри за период между 1647—1760 годами. Ален Коллом изучал то же самое явление в Верхнем Провансе во Франции между 1792 и 1838 годами. Частота обменных браков, наблюдаемая в этих исследованиях, варьировалась: 15,6 % в XVII и XVIII веках в Ла Прейри (Lavallé, 1992); 8,9 % в Шарлевуа в XX веке (Collard, 1997) и 5,6 % в XIX веке во Франции (Collomp, 1977). Эти ученые предложили провести некоторые различия между параллельными и перекрёстными брачными обменами. Во Франции перекрёстные браки были более распространены, тогда как в Квебеке в XX веке Коллар наблюдала больше параллельных браков. Для Лапрейри цифры были слишком близки, поэтому сложно было определить, какой тип брака по обмену был более типичным.

## Африка
Обменный брак описан в центральной части Западной Африки, опустошённой работорговцами: в плоскогорьях Бенина (мбелиме), в Нигерии и Камеруне (тив, мамбила); его также практикуют в ДРК и Уганде (амба, мбути); и на границе между Эфиопией и Суданом (комо).
Мбути считают обменный брак единственным постоянным видом союза.

### Комо

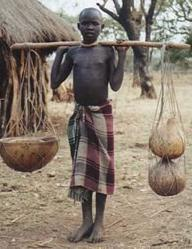
Девочка из этнической группы гумуз

Говорящие на команских языках народы с саванн на границе между Эфиопией и Суданом исторически все обменивали сестёр, однако к 1970-м годам удук полностью прекратили обменные браки, квама частично заменили обмен выкупом невесты, и только гумуз продолжали полноценно их практиковать.
Свадьбы у гумуз организуют старейшины, которые имеют абсолютную власть над детьми; обмен должен происходить между членами разных патрилинейных родов. Обмен — единственный социально одобряемый вид брака. Если во время женитьбы клану женщины не предоставляется сестра или дочь жениха, её родственники начинают мстить жениху; прекратить насилие можно только предоставив её клану дочь, родившуюся в браке. Старейшины часто женят детей, когда девочка ещё мала, в этом случае её отправляют в дом к жениху, где её растят до свадьбы.
У квама старейшины имеют меньше власти, женщин считают уважаемыми и важными членами общества. Они могут отказаться от брака и в этом случае семья следует их желаниям, но обычно сестра соглашается, не желая расстроить брата. Мужчины считают обмен не получением жены, а потерей сестры, о которой горюют. Если вместо женщины семья жениха предоставляет деньги, брат невесты может потребовать большую сумму денег, ссылаясь на силу любви между своей сестрой и её будущим мужем.
Удук, в отличие от гумуз и квама, имеют матрилинейный счёт родства; они прекратили обменные браки, но не используют и выкуп, считая его равным рабству.

### Мамбила
Обменный брак был обычен для мамбила, хотя другие виды также практикуются. Если мужчина женился без обмена, а потом находил пару для обмена сёстрами, он возвращал жену брату и женился ещё раз с обменом сёстрами. Дети обменянной жены считались принадлежащими их отцу, но если вместо этого невесту выкупали, то её детей возвращали её брату.

### Тив

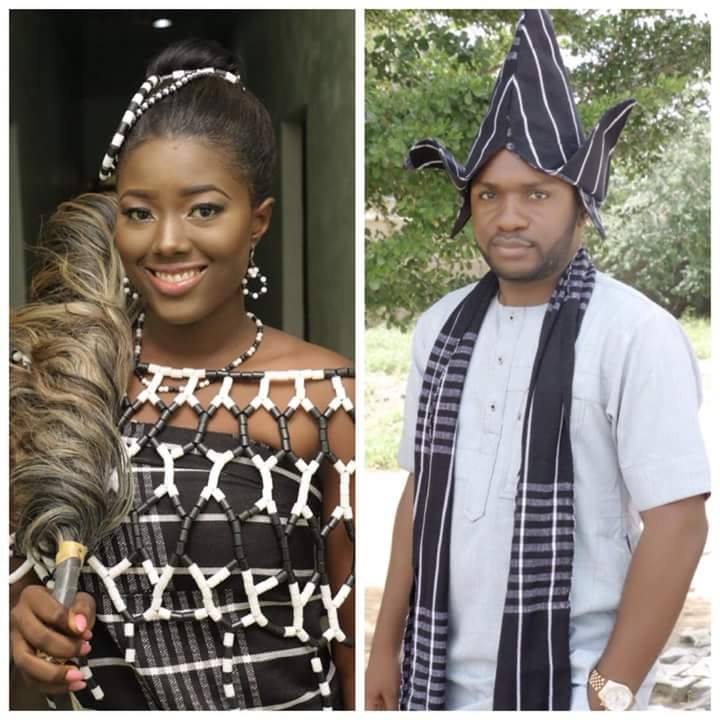
Современные невеста и жених из народа тив

Самое подробное описание обмена сёстрами в Африке сделано в описаниях тив. Британская колониальная администрация опубликовала несколько отчётов об обменном браке у тив перед запретом в 1927 году; в то же время, запрет не достиг целей, которые ставили перед собой власти, считая, что проблемы тив вызваны именно обменом сёстрами. В отличие от многих других народов, тив запрещали женитьбу на перекрёстных кузенах. После свадьбы количество детей уравнивали; если у одной из женщин рождалось больше детей, чем у другой, ей передавали ребёнка сестры мужа.

## Меланезия
Обмен сёстрами практикуется всеми обитателями южно-центральных низин Новой Гвинеи.

### Бун
Деревня Бун находится возле реки Юат в густом тропическом лесу в районе Ангорам провинции Ист-Сепик в Папуа — Новой Гвинее. Местные жители обычно обмениваются сёстрами и редко вступают в брак за пределами деревни. Если мужчина из Бун женится обменным браком на женщине из другой деревни, она переезжает в Бун, а позже отправляет домой дочь. Жениться, не дав взамен сестру, редкость и нежелательная ситуация для бунцев; в этом случае мужчина обычно покидает Бун и живёт с семьёй жены. Другие виды брака для бунцев нежелательны, поскольку они считают главным в брачном союзе взаимообмен, с исключением для женитьбы на вдове.
Идеальная кандидатура для обмена сёстрами — полнородная сестра жениха, но это не обязательно: бунцы используют ирокезскую терминологию для родственников, в которой сёстрами называют множество женщин; также для бунцев не важно, принадлежит ли сестра одному клану с ним или нет. Также в Бун имеется предпочтение заключать браки с людьми, которых называют кросс-кузенами (согласно ирокезской терминологии). При этом в Бун предпочитают нарушить правила, чем оставить мужчину неженатым.
В обсуждении будущего брака участвуют не только сами сиблинги, но также их родители и другие близкие родственники. При этом считается, что у братьев (и других родственников мужского пола) женщины есть право использовать её для обмена при условии её согласия.
В отличие от мундугумор, бунцы не обменивают тех, кто является им дочерьми в ирокезской терминологии (к примеру, дочерей своих братьев).

### Умеда
Умеда, охотники и собиратели из Сандауна в ПНГ, практикуют обменный брак. Умеда считают, что обмен сёстрами хуже, чем кража или соблазнение невесты, и обвиняют нидерландских колонизаторов в насаждении этой практики. Молодожёны-мужчины также отрабатывают за невесту у её родственников.

### Вамек и другие боази

Район распространения боази

Процесс организации обменного брака у боази

Все племена, говорящие на боази, имеют сильное предпочтение обмена сёстрами перед другими видами брака, считая их недопустимыми. Боазиязычное племя вамек, живущее на заболоченных равнинах озера Марри в Папуа — Новой Гвинее, называют обменный брак секи товам, что буквально означает «отдавать женщин». Этот вид брака также используется живущими к северо-востоку племенами, говорящими на языке па. После свадьбы жених работает на тестя продолжительное время, иногда 10 и более лет.
Секи товам происходит между людьми из противоположных парных фратрий и предполагает отработку в семье невесты, что означает уксорилокальный брак. Брак близких родственников по линии матери запрещён. К примеру, троюродные брат и сестра считаются слишком близкородственными, хотя такие браки встречаются; четвероюродные сиблинги считаются подходящими партнёрами.
Вамекские мужчины близки со своими сёстрами, они дают друг другу еду: женщины предоставляют саго, а мужчины — добычу с охоты. Дяди по материнской линии помогают растить детей и организуют брак своих племянников. Связь между дядями и племянницами считается менее прочной, но всё равно существует. Мужчины считают сестёр кормилицами, а о жёнах говорят, что они ими помыкают.
Секи товам организуют отец и дяди по матери: обсудив это с отцом детей, дядя (который женат на сестре их отца) разговаривает с дядями по матери потенциальной невесты, а затем и с её отцом. Если кто-то из женихов и невест усыновлены, то требуется также получить согласие их кровных родителей. По традиции решение принималось, не ставя сиблингов в известность, однако в 1970-х они уже могли отвергнуть предлагаемых партнёров
Если у мужчины нет полнородной сестры подходящего возраста или если она не хочет жениться на брате выбранной им невесты, он может обменять женщину, которую называет сестрой (дочь брата своего отца). Это усложняет дело, так как требуется получить согласие большего числа людей. Также при этом нужно вернуть женщину роду, откуда мужчина взял невесту (он может отдать девочку-первенца), а также передать её роду болото с саговыми пальмами.

## Монголия
Высокопоставленные монголы из клана Борджигин обменивались сёстрами и дочерьми с конгратами и ойратами, о чём написано в Юань ши и Джами ат-таварих. Такой тип брака использовался для укрепления политических союзов.